# Římskokatolická farnost Studánka
Římskokatolická farnost Studánka je církevní správní jednotka sdružující římské katolíky na území vesnice Studánka a v jejím okolí. Organizačně spadá do děčínského vikariátu, který je jedním z 10 vikariátů litoměřické diecéze. Centrem farnosti je kostel svatého Františka z Assisi ve Studánce.

## Historie farnosti
Farnost byla kanonicky zřízena 21. prosince 1874. Od roku 1874 jsou v místě vedeny matriky.

### Duchovní správcové vedoucí farnost
Začátek působnosti jmenovaného v duchovní správě farnosti od:
- 10. 1. 1875 proto-par. (1. farář) Jos. Kindermann, n. 4. 2. 1833 Königshain, o. 25. 7. 1857, † 17. 11. 1885
- 1885   par. vacat
- 1886   Gust. Kügler, n. 23. 6. 1846 Waltersdorf, o. 20. 7. 1869, † 23. 7. 1927
- 1893   par. vacat, admin. interc. Rich. Wewerka
- 1894   Ferd. Usler, n. 16. 1. 1837 Leipa, o. 31. 7. 1862, † 3. 2. 1901
- 1901   par. vacat, admin. interc. Car. Karafiat
- 1902   Rich. Wewerka, n. 17. 4. 1864 Schönberg, o. 16. 5. 1889, † 12. 1. 1929
- 1903   par. vacat, admin. interc. Anton. Fross
- 1904   Anton. Dittrich, n. 17. 11. 1860 Hořovice, o. 25. 5. 1884
- 1930   par. vacat, admin. interc. Adolph. Lorenz
- 1. 1.  1930   Adolph. Lorenz, n. 1. 9. 1892 Schatzlar, o. 29. 6. 1917, † 27. 12. 1967
- 1. 9.  1946  Jan Onderka
- 22. 5. 1950   Augustin Šumbera
- 20. 2. 1951 Jaroslav Dostálek
- 13. 10. 1952 Bohuslav Čálek
- 1. 12. 1954   Reinhold Czejarek
- 10. 2. 1955  Václav Vosáhlo
- 9. 3.  1955  Alois Frajt, n. 19. 9. 1909, † 28. 7. 1978
- 11. 5. 1956   Josef Jiran
- 27. 11. 1956 Alois Frajt
- 14. 2. 1957  Vojtěch Kulísek
- 1. 3.  1957  Václav Vosáhlo
- 17. 2. 1958  Alois Frajt
- 1. 8.  1958    Antonín Hefka
- 1. 8.  1970  Václav Hataš
- 1. 11. 1981   Alexej Baláž, admin. exc. z Varnsdorfu
- 8. 11. 2016 Vojtěch Suchý, SJ, admin. exc. in materialibus z Benešova nad Ploučnicí
- 1. 12. 2016 Jacek Kotisz, admin. exc. z Dolní Poustevny[2]

Kromě kněží stojících v čele farnosti, působili ve farnosti v průběhu její historie i jiní kněží. Většinou pracovali jako farní vikáři, kaplani, katecheté, výpomocní duchovní aj.

## Území farnosti
Do farnosti náleží území obce:
- Studánka (Schönborn[p 2])

## Římskokatolické sakrální stavby na území farnosti
| | Fotografie | Stavba                            | Místo    | Bohoslužby                      | Zeměpisné souřadnice             | Status          | Číslo kulturní památky     |
| Kostel | Kostel     | Kostel                            | Kostel   | Kostel                          | Kostel                           | Kostel          | Kostel                     |
| --- | ---------- | --------------------------------- | -------- | ------------------------------- | -------------------------------- | --------------- | -------------------------- |
| 1. |            | Kostel svatého Františka z Assisi | Studánka | bližší informace o bohoslužbách | 50°54′31″ s. š., 14°34′ v. d.    | farní kostel    | 105720 (Pk•MIS•Sez•Obr•WD) |
| Kaple |            |                                   |          |                                 |                                  |                 |                            |
| 2. |            | Hřbitovní kaple                   | Studánka | bohoslužby příležitostně        | 50°54′30″ s. š., 14°33′45″ v. d. | hřbitovní kaple | —                          |
| Některé drobné sakrální stavby a pamětihodnosti lze dohledat zde v databázi Drobné sakrální památky Zaniklé sakrální stavby lze dohledat zde v databázi Poškozené a zničené kostely, kaple a synagogy v České republice |            |                                   |          |                                 |                                  |                 |                            |

Ve farnosti se mohou nacházet i další drobné sakrální stavby, místa římskokatolického kultu a pamětihodnosti, které neobsahuje tato tabulka.

## Příslušnost k farnímu obvodu
Z důvodu efektivity duchovní správy byl vytvořen farní obvod (kolatura) farnosti Dolní Poustevna, jehož součástí je i farnost Studánka, která je tak spravována excurrendo. Přehled těchto kolatur je v tabulce farních obvodů děčínského vikariátu.